# Karol Sauerland
Karol Sauerland (ur. 8 czerwca 1936 w Moskwie) – polski germanista i filozof pochodzenia niemieckiego.

## Życiorys
Karol Sauerland, urodzony w 1936 jako dziecko niemieckich emigrantów w Moskwie, po maturze w Halle studiował w latach 1955–1957 filozofię na Uniwersytecie Humboldtów w Berlinie Wschodnim. Po tym, jak był zmuszony przerwać te studia z powodu poparcia politycznego dla przełomu w Polsce, pracował najpierw jako robotnik w Berlinie Wschodnim, a następnie przeniósł się do Polski, gdzie wkrótce przyjął polskie obywatelstwo. W latach 1958–1963 studiował matematykę i następnie germanistykę. Od 1963 do 1965 był asystentem u Andrzeja Stanisława Mostowskiego na Wydziale Matematycznym Uniwersytetu Warszawskiego. W 1965 został absolwentem germanistyki. W 1970 otrzymał stopień doktora na podstawie pracy o pojęciu przeżycia u Wilhelma Diltheya. W 1975 habilitował się rozprawą o estetyce u Theodora Adorna.
Po habilitacji uzyskał stopień docenta i od 1977 kierował zakładem literatury niemieckiej w Instytucie Germanistyki Uniwersytetu Warszawskiego. W latach 1979–1986 pełnił funkcję kierownika Katedry Germanistyki UMK w Toruniu, z której – po wstąpieniu w 1980 do „Solidarności” i wyborze do jej zarządu na UW – musiał z politycznych powodów zrezygnować.
W latach 80. poddany został szeregowi szykan ze strony państwa (przeszukania domowe, przesłuchania, 28 odmów na wnioski o wyjazdy zagraniczne). Dopiero w 1989 otrzymał z rąk prezydenta RP tytuł profesora, chociaż odpowiedni wniosek o profesurę został wystosowany przez wydział i potwierdzony przez Senat już w 1982 – był on jednak blokowany przez PZPR. Do 2005 kierował Zakładem Literatury Instytutu Germanistyki UW.

### Działalność
Prace Karola Sauerlanda zyskały szerokie uznanie w Niemczech, co wyraziło się m.in. w przyznaniu mu Nagrody Humboldta w 1995. Prowadził liczne wykłady gościnne – w 1988 prowadził jako zastępca Adolfa Muschga wykłady na Politechnice Federalnej w Zurychu, w semestrze zimowym 1988/89 oraz w 1997 gościł z wykładami na Uniwersytecie Jana Gutenberga w Moguncji. W 1994 był stypendystą Wissenschaftskolleg zu Berlin oraz profesorem na tamtejszym Wolnym Uniwersytecie. Od semestru zimowego 2004/05 przez dwa semestry wykładał w Instytucie Fritza Bauera na Uniwersytecie Goethego we Frankfurcie nad Menem, a w semestrze zimowym 2005/06 na Uniwersytecie w Hamburgu. W 2008 objął profesurę gościnną im. Franza Rosenzweiga na Uniwersytecie w Kassel. Od 2009 do 2011 był profesorem Uniwersytetu Jana Ewangelisty Purkyňe w Uściu nad Łabą (wykładał w Katedrze Germanistyki), w latach 2011–2012 profesorem Akademii im. Jana Długosza w Częstochowie, a od 2013 pracował jako profesor zwyczajny Akademii Pomorskiej w Słupsku.

## Członkostwa
- 1980–1990 – członek Zarządu IVG (Międzynarodowego Stowarzyszenia Germanistów)
- 1992–2000 – przewodniczący Oddziału Warszawskiego Polskiego Towarzystwa Filozoficznego
- 1993–2003 – członek Międzynarodowego Jury „Europäischer Buchpreis” w Lipsku (za jego kadencji zostali wyróżnieni m/in. Ryszard Kapuściński, Hanna Krall, Imre Kertész)
- od 2003 – członek Komitetu Nauk o Literaturze PAN-u (2003–2007 członek prezydium)
- 1994–2003 i ponownie od 2007 – członek kapituły Nagrody Hanny Arendt w Bremie
- od 1996 – członek Rady Fundacji im. Adamasa-Götza Hübnera dla międzykulturalnych studiów grecko-niemieckich i polsko-niemieckich, od 2004 przewodniczący

## Odznaczenia
- 1995 – Nagroda Humboldta
- 2004 – Medal Komisji Edukacji Narodowej
- 2015 – Nagroda im. Petöfiego(inne języki) (Budapeszt)

## Publikacje
- Diltheys Erlebnisbegriff. Entstehung, Glanzzeit und Verkümmerung eines literaturhistorischen Begriffs, Berlin, New York 1972
- Filozofia niemieckiego oświecenia (Die Philosophie der deutschen Aufklärung), wyd. razem z T. Namowiczem i M. Siemkiem, Warszawa 1973
- Einführung in die Ästhetik Adornos, Berlin, New York 1979
- „In der Nacht wandern die Bäume”. Ein polnisches Lesebuch, Luzern 1983 (razem z B. Surowska, przedmowa Siegfried Lenz)
- Od Dilthey do Adorna. Studia z estetyki niemieckiej, Warschau 1986 (über Dilthey, den jungen Lukács, Wittgenstein, Łempicki, Bloch, Musil, Benjamin, die Expressionismusdebatte, Adorno etc.). Warschau 1986
- Theorie der materialistischen Literaturbetrachtung, [w:] Zoran Konstantinovic, Albert M.Reh, Karol Sauerland, Literaturwissenschaftliche Betrachtungsweisen I, Bern, Frankfurt/M. New York, Paris 1990
- Theodor W. Adorno, Sztuka i sztuki. Wybór esejów, Warszawa 1990
- Heidelberg im Schnittpunkt intellektueller Kreise. Zur Topographie „geistiger Geselligkeit” eines „Weltdorfes”: 1850–1950 (razem z Hubertem Treiberem), Opladen, Wiesbaden 1994
- Gedächtnis und Erinnerung in der Literatur, Warschau 1996 (wyd.)
- Das Subversive in der Literatur und die Literatur als das Subversive, Toruń 1997 (wyd.)
- Kulturtransfer. Polen – Deutschland. Wechselbeziehungen in Sprache, Kultur und Gesellschaft, Bd. 1-3 Bonn 1999, 2001, 2004
- Dreissig Silberlinge. Denunziation in Gegenwart und Geschichte, Berlin 2000
- Polen und Juden zwischen 1939 und 1968. Jedwabne und die Folgen, Berlin 2004
- Literatur und Theologie. Schreibprozesse zwischen biblischer Überlieferung und geschichtlicher Erfahrung (razem z Ulrichem Werginem), Würzburg 2005
- Literatur- und Kulturtransfer als Politikum am Beispiel Volkspolens, Frankfurt am Main, Berlin, Bern, Bruxelles, New York, Oxford, Wien 2006
- Bilder des Ostens in der deutschen Literatur (razem z Ulrichem Werginem), Würzburg 2009
- Umdeuten, verschweigen, erinnern. Die späte Aufarbeitung des Holocaust in Osteuropa (razem z M. Brumlikiem), Frankfurt nad Menem 2010
- Dreißig Silberlinge. Das Phänomen der Denunziation, Frankfurt am Main, Bern, Bruxelles, New York, Oxford, Warszawa, Wien 2012
- 30 srebrników, Donos w dziejach nowych i dawnych (przełożyli Kamilla Najdek i Tomasz Ososiński), Warszawa 2013
- Auch eine Literaturgeschichte des achtzehnten Jahrhunderts. Der Aufstieg der deutschen Sprache zu einer Kultursprache, Berlin 2015
- Együtt, Egyedül. A Szolidaritás naplója (Dziennik Solidarności), Budapeszt 2015
- Mut zum Privaten (e-book), 2016